# Zimní olympijské hry 1924
1. zimní olympijské hry se uskutečnily v době od 25. ledna do 4. února roku 1924 ve francouzském městě Chamonix.
Pod patronací Mezinárodního olympijského komitétu se na úpatí hory Mont Blanc uskutečnil jako předehra 8. letních olympijských her v Paříži Týden zimních sportů, který byl pro svůj úspěch na 8. olympijském kongresu v Praze v roce 1925 zpětně uznán jako první zimní olympiáda.
Roku 1894 se začala psát nová éra v historii olympijských her. Na prvém zasedání MOV v červnu tohoto roku v Paříži bylo schváleno uspořádání novodobých olympijských her v Aténách roku 1896. Původně měl Pierre de Coubertin ve svém seznamu vhodných sportů i krasobruslení, ale Atény neměly ledovou plochu a tak se jeho zařazení na program olympijských her oddálilo až na Letní olympijské hry 1908 v Londýně. Ani pak se však zimní sporty nestaly pevnou součástí olympijských her. Krasobruslení a lední hokej se sice objevily na Letních olympijských hrách 1920 v Antverpách, ale všem bylo jasné, že je zapotřebí uspořádat samostatné zimní olympijské hry v zimním sportům vyhovujícím termínu.
Nositeli této myšlenky se staly především Švýcarsko a Kanada, s podporou dalších zemí, proti byly především skandinávské země. Ty totiž pořádaly od roku 1901 každé čtyři roky Severské hry a měly obavy z jejich zániku. Rozhodující střetnutí příznivců a odpůrců zimní olympiády se uskutečnilo 2.–7. června 1921 v Lausanne. Již předtím, na přípravné konferenci konané 26.–27. května, se jednalo čistě o zimních sportech. V Lausanne pak bylo rozhodnuto, po složitých zákulisních jednáních se zástupci severských zemí, že pokud Francie získá právo uspořádat VIII. olympijské hry v roce 1924, připadne jí také právo zorganizovat v Chamonix pod patronátem MOV „Týden zimních sportů“, který však nebude součástí olympiády. Po schválení Paříže za pořadatele VIII. letní olympiády se tak pootevřely dveře i k pořádání zimních olympiád.
Definitivně bylo rozhodnuto o pořádání zimních olympijských her až na 23. kongresu MOV v Praze roku 1925. Po obrovském úspěchu Týdne zimních sportů v Chamonix rok předtím tak bylo završeno čtvrtstoletí úsilí o jejich pravidelné pořádání. Vždyť již v roce 1899 navrhoval český průkopník sportu, Josef Rössler-Ořovský, jejich uspořádání v Krkonoších. Zároveň také byl zpětně na Pražském kongresu uznán Týden zimních sportů z roku 1924 za zimní olympiádu a přijatá Charta zimních olympijských her tak olympiádě v Chamonix přidělila pořadové číslo 1. Formálně se akt uznání Týdne zimních sportů za 1. olympijské hry završil na 24. zasedání MOV v Lisabonu.

## Kalendář soutěží
| ÚC | Úvodní ceremoniál | ● | Soutěžní den disciplíny | 1 | Finále disciplíny | ZC | Závěrečný ceremoniál |

| Leden/Únor              | 24. Čt | 25. Pá | 26. So | 27. Ne | 28. Po | 29. Út | 30. St | 31. Čt | 1. Pá | 2. So | 3. Ne | 4. Po | 5. Út | Finále |
| ----------------------- | ------ | ------ | ------ | ------ | ------ | ------ | ------ | ------ | ----- | ----- | ----- | ----- | ----- | ------ |
| Ceremoniály             | ÚC     |        |        |        |        |        |        |        |       |       |       |       | ZC    |        |
| Běh na lyžích           |        |        |        |        |        |        | 1      |        |       | 1     |       |       |       | 2      |
| Boby                    |        |        |        |        |        |        |        |        |       | ●     | 1     |       |       | 1      |
| Curling                 |        |        |        |        | ●      | ●      | 1      |        |       |       |       |       |       | 1      |
| Krasobruslení           |        |        |        |        | ●      | 1      | 1      | 1      |       |       |       |       |       | 3      |
| Lední hokej             |        |        |        |        | ●      | ●      | ●      | ●      | ●     | ●     | 1     |       |       | 1      |
| Rychlobruslení          |        |        | 2      | 3      |        |        |        |        |       |       |       |       |       | 5      |
| Severská kombinace      |        |        |        |        |        |        |        |        |       | ●     |       | 1     |       | 1      |
| Skoky na lyžích         |        |        |        |        |        |        |        |        |       |       |       | 1     |       | 1      |
| Závod vojenských hlídek |        |        |        |        |        | 1      |        |        |       |       |       |       |       | 1      |
| Celkem disciplín        | 0      | 0      | 2      | 3      | 0      | 2      | 3      | 1      | 0     | 1     | 2     | 2     | 0     | 16     |
| Kumulativní součet      | 0      | 0      | 2      | 5      | 5      | 7      | 10     | 11     | 11    | 12    | 14    | 16    | 16    |        |

## Plakát
Pro Týden zimních sportů v Chamonix byl navržen plakát legendárním francouzským plakátovým umělcem Augustem Matissem. Bylo ho vytištěno zhruba 5 000 kusů. Protože byl vydán v době, kdy ještě nebylo zpětně rozhodnuto o tom, že se v Chamonix konaly hry první zimní olympiády, ani plakát se o ničem takovém nezmiňuje. Nápis na něm lze volně přeložit jako „připojeno k mistrovským soutěžím VIII. Olympijských her“. Na plakátu je zobrazen mírumilovný pták nesoucí vítězný věnec a letící vysoko nad vysokohorskou scenérií, která zahrnuje také jízdu bobu dolů z hory.

## Sportoviště
- Stade Olympique de Chamonix - Olympijské kluziště v Chamonix (uprostřed oválu hokejové hřiště, krajní 2 části pro krasobruslení, rychlobruslařská dráha po obvodu, vedle malé hřiště pro curling)
- Skokanský můstek poblíž ledovce Les Bossons
- Bobová dráha v délce 1 444 m
- Běžecké lyžařské tratě

## Olympijský oheň
V roce 1924 ještě neexistovala tradice olympijské štafety s olympijským ohněm a jeho zapalování při zahajování olympiády. Poprvé plál olympijský oheň z Olympie na letních olympijských hrách roku 1936 v Berlíně, na zimních olympijských hrách se tradiční štafeta s ohněm objevila roku 1948 ve švýcarském St. Moritzi. Do této doby byl olympijský oheň zapalován přímo při zahajovacím ceremoniálu a tak tomu bylo i v Chamonix.

## Zúčastněné státy
| - Belgie - Československo - Finsko - Francie - Jugoslávie - Itálie |  | - Kanada - Lotyšsko - Maďarsko - Norsko - Polsko |  | - Rakousko - Švédsko - Švýcarsko - USA - Velká Británie |

Mapa zúčastněných zemí

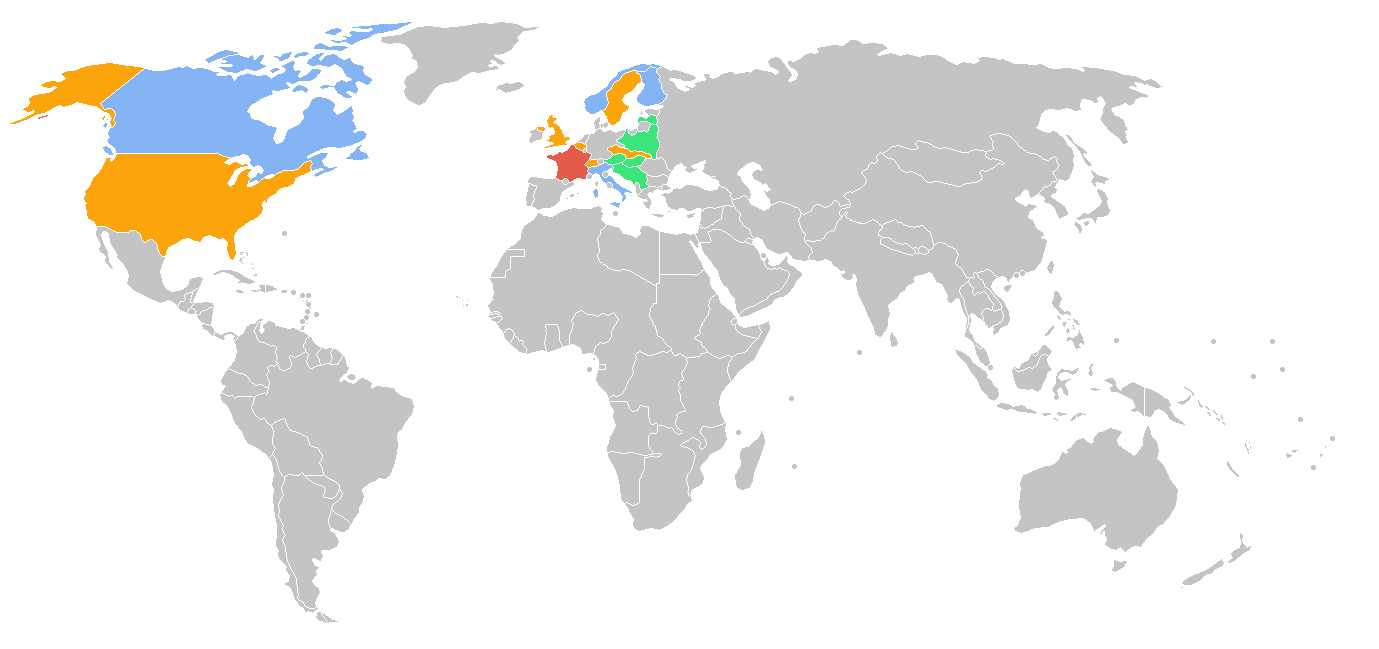
16 zúčastněných států:
Neúčastní se
1-10 sportovců
11-20 sportovců
21-30 sportovců
přes 31 sportovců

Akce se zúčastnilo v hlavních disciplínách 258 sportovců (245 mužů a 13 žen) ze šestnácti zemí. V tzv. ukázkových sportech, které tak byly označeny dodatečně na kongresu MOV v Praze (1925), pak bojovalo dalších 42 mužů. Československo zastupovalo 26 mužů v hlavních soutěžních disciplínách a další 3 v ukázkových sportech.
Do dějiště her dorazili i sportovci z Estonska, Lucemburska a Argentiny (ti se nezúčastnili ani slavnostního otevření her), ale na olympijských sportovištích nestartovali.

## Program her
Program hokejového turnaje je uveden již s ohledem na výsledky ve skupinách. Zápasy jsou řazeny v daném dni podle časové posloupnosti, ve které probíhaly.
|  | Zahajovací ceremoniál |  | Kvalifikace a zápasy ve skupinách |  | Finále |  | Závěrečný ceremoniál |

| Ceremoniály             |         |                             |                                |                                                                    |
| Běh na lyžích           |         |                             |                                |                                                                    |
| Boby                    |         |                             |                                |                                                                    |
| Curling                 |         |                             |                                | Francie – Švédsko                                                  |
| Krasobruslení           |         |                             |                                | Povinné cviky – ženy                                               |
| Lední hokej             |         |                             |                                | Švédsko – Švýcarsko Belgie – Spojené státy Kanada – Československo |
| Rychlobruslení          |         | 500 m – muži 5 000 m – muži | 1 500 m – muži 10 000 m – muži |                                                                    |
| Sdružený závod          |         |                             |                                |                                                                    |
| Skoky na lyžích         |         |                             |                                |                                                                    |
|                         |         |                             |                                |                                                                    |
| Ukázkový sport:         |         |                             |                                |                                                                    |
| Závod vojenských hlídek |         |                             |                                |                                                                    |
| Den                     | 25 (Pá) | 26 (So)                     | 27 (Ne)                        | 28 (Po)                                                            |

| Ceremoniály             |                                           |                                                                    |                                                                          |                                                                            |
| Běh na lyžích           |                                           | 50 km – muži                                                       |                                                                          |                                                                            |
| Boby                    |                                           |                                                                    |                                                                          |                                                                            |
| Curling                 | Velká Británie – Švédsko                  | Francie – Velká Británie                                           |                                                                          |                                                                            |
| Krasobruslení           | Povinné cviky – muži Volné jízdy – ženy   | Volné jízdy – muži                                                 | Sportovní dvojice                                                        |                                                                            |
| Lední hokej             | Francie – Velká Británie Kanada – Švédsko | Kanada – Švýcarsko Belgie – Velká Británie Spojené státy – Francie | Spojené státy – Velká Británie Belgie – Francie Švédsko – Československo | Švýcarsko – Československo Kanada – Velká Británie Spojené státy – Švédsko |
| Rychlobruslení          |                                           |                                                                    |                                                                          |                                                                            |
| Sdružený závod          |                                           |                                                                    |                                                                          |                                                                            |
| Skoky na lyžích         |                                           |                                                                    |                                                                          |                                                                            |
|                         |                                           |                                                                    |                                                                          |                                                                            |
| Ukázkový sport:         |                                           |                                                                    |                                                                          |                                                                            |
| Závod vojenských hlídek | 30 km – muži                              |                                                                    |                                                                          |                                                                            |
| Den                     | 29 (Út)                                   | 30 (St)                                                            | 31 (Čt)                                                                  | 1 (Pá)                                                                     |

| Ceremoniály             |                          |                          |              |
| Běh na lyžích           | 18 km – muži             |                          |              |
| Boby                    | Čtyřboby – 1. a 2. jízda | Čtyřboby – 3. a 4. jízda |              |
| Curling                 |                          |                          |              |
| Krasobruslení           |                          |                          |              |
| Lední hokej             | Velká Británie – Švédsko | Kanada – Spojené státy   |              |
| Rychlobruslení          |                          |                          |              |
| Sdružený závod          | Běh na 18 km – muži      |                          | Skoky – muži |
| Skoky na lyžích         |                          |                          | Muži         |
|                         |                          |                          |              |
| Ukázkový sport:         |                          |                          |              |
| Závod vojenských hlídek |                          |                          |              |
| Den                     | 2 (So)                   | 3 (Ne)                   | 4 (Po)       |

## Zajímavé momenty
- Nejdelší cestu do Chamonix měli argentinští bobisté. Na slavnostním zahájení se však neobjevili, protože při tréninku s bobem těžce havarovali a byli všichni převezeni do nemocnice. Bylo to tak první neštěstí v historii zimních olympijských her.
- Olympijský slib za všechny závodníky skládal francouzský lyžař Camille Mandrillon, který byl velitelem vojenské hlídky a soutěžil tedy v neolympijské disciplíně.
- Prvním olympijským vítězem v historii zimních olympiád se stal rychlobruslař Spojených států Charles Jewtraw, vítěz závodu na 500 m.
- Hrdinou lyžařských disciplín se stal Nor Thorleif Haug, který získal tři zlaté medaile v běžeckých disciplínách a závodě sdruženém a k tomu ještě čtvrté místo za skoky na lyžích.
- Běh na lyžích na 50 km se konal za nesmírně těžkých podmínek částečně ve sněhové bouřce a zledovatělé stopě (-17 °C). Proto vedoucí týmů Spojených států a Velké Británie odmítli pustit své běžce na trať a dalších dvanáct běžců v průběhu závodu z tratě odstoupilo.
- Závod v běhu na 18 km vyvolal protest finské výpravy. Oproti původnímu programu se totiž uskutečnil i jako běh pro závod sdružený, i když ten se měl původně konat samostatně. První dvě místa obsadili přitom Norové Haug a Grøttumsbråten, kteří byli přihlášeni pouze k závodu sdruženému. Jury protest Finů zamítla a tito závodníci tak získali zlatou a stříbrnou medaili v běhu na 18 km, přestože na něj původně nebyli přihlášeni.
- Přesně po padesáti letech od olympiády v Chamonix zjistil Nor Jakob Vaage, že při skocích na lyžích se rozhodčí pomýlili ve výpočtu a na třetí místo mylně zařadili Nora Hauga namísto Američana Haugena. Haugova dcera pak dodatečně bronzovou medaili 86 let starému Haugenovi odevzdala a byla příslušně opravena i výsledková listina.
- Hokejový turnaj vyhrál tým Kanady reprezentovaný mužstvem Toronto Granites s impozantním skórem 110:3.
- Poprvé se na hrách představila tehdy dvanáctiletá, budoucí krasobruslařská hvězda, Sonja Henie. Vítězka soutěže krasobruslařek, Herma Plancková-Szabóová z Rakouska, její účast okomentovala slovy: „S dětmi nezávodím!“
- Nejúspěšnějším sportovcem her se stal finský rychlobruslař Clas Thunberg, který získal tři zlaté a po jedné stříbrné a bronzové medaili. Zároveň se tak stal v historii olympijských her jediným vítězem čtyřboje, který od následujících olympijských her už nebyl do programu zařazován.
- Poprvé a také zatím naposledy se na olympiádě udělovaly medaile za rychlobruslařský čtyřboj.
- Pravidla soutěže čtyřsedadlových bobů umožňovala účast pětičlenných posádek, což také mnoho zemí využilo.
- Těžká bobová dráha, 1444 m dlouhá s 18 zatáčkami, se stala pro některé osádky osudnou. Pro těžké pády při tréninku nenastoupily k závodům osádky Argentiny, Spojených států, Lucemburska a Švédska.
- V únoru roku 2006 před zimní olympiádou v Turíně bylo rozhodnuto na zasedání MOV, že curling na ZOH 1924 nebyl jen ukázkovým sportem, ale sportem oficiálním.

## Výsledky

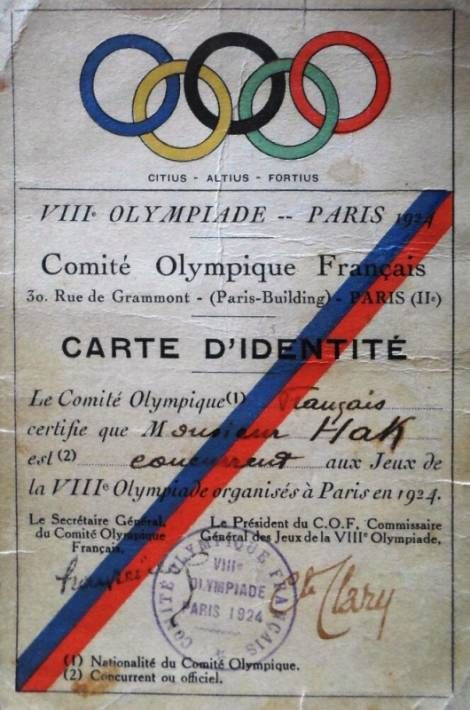
Průkaz lyžaře Františka Háka na ZOH v Chamonix 1924

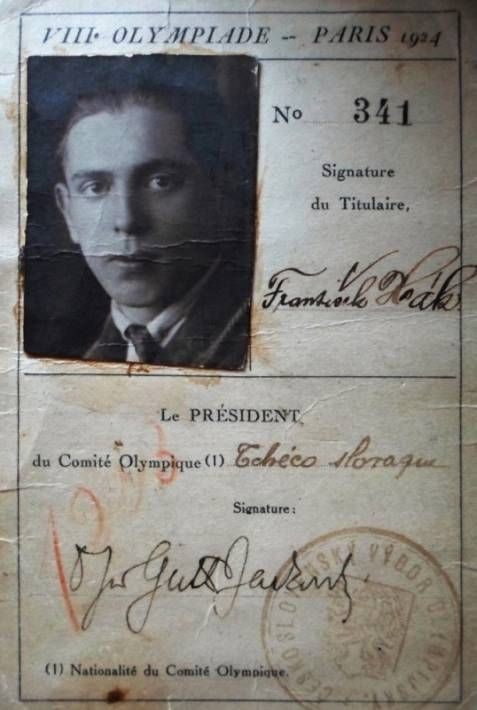
Olympijská legitimace podepsaná doktorem Guthem-Jarkovským

Oficiálně se soutěžilo ve čtyřech olympijských a dvou exhibičních sportech. Dělení sportů do odvětví bylo trochu odlišné od dělení nynějšího.

### Výsledky podle jednotlivých sportovních odvětví
Na následujících stránkách je možné si prohlédnout výsledkové listiny jednotlivých sportovních disciplín:
- Boby
- Bruslení
  - Krasobruslení
  - Rychlobruslení
- Curling (původně ukázkový, ale od roku 2006 označen za soutěžní)[1]
- Lední hokej
- Lyžování
  - Běh na lyžích
  - Sdružený závod
  - Skoky na lyžích

Ukázkový sport
- Závod vojenských hlídek

### Československé medaile
Na 1. zimních olympijských hrách nezískali českoslovenští reprezentanti žádnou ze 43 rozdělených medailí. Přesto si ale nevedli špatně. Nejblíže medaili byl krasobruslař Josef Slíva, který zřejmě jen vlivem nepřízně rakouských rozhodčích nezískal bronzovou medaili a byl odsunut na čtvrté místo. Ostatně i jury uznala protest československé výpravy proti rozhodování rozhodčích a nejkřiklavěji rozhodujícího rozhodčího, který výbornou volnou jízdu československého reprezentanta ohodnotil jako nejhorší, ze sboru odvolala. Výsledky se však již neměnily.
Hokejisté obhajovali bronzové medaile z VII. letních olympijských her v Antverpách. Vzhledem k dlouhotrvajícím rozporům v hokejovém svazu, které byly vyřešeny až těsně před odjezdem hráčů na turnaj, však tým neodjížděl v optimálním složení a navíc rovněž po nedostatečné přípravě. V průběhu turnaje utrpěli největší prohru na olympijských hrách, když podlehli Kanadě 0:30 a nakonec po prohře se Švédskem ze základní skupiny nepostoupili.
Velice slušných umístění naopak dosahovali českoslovenští lyžaři a sdruženáři, kteří jako jedni z mála dokázali aspoň částečně uspět mezi nedostižnými Skandinávci. Nejlepším umístěním lyžařů z Československa bylo šesté místo sdruženáře Josefa Adolfa.

## Počet medailí podle údajů mezinárodního olympijského výboru
| Pořadí | Země                         | Zlato | Stříbro | Bronz | Celkem |
| 1      | Norsko (NOR)                 | 4     | 7       | 6     | 17     |
| 2      | Finsko (FIN)                 | 4     | 4       | 3     | 11     |
| 3      | Rakousko (AUT)               | 2     | 1       | 0     | 3      |
| 4      | Švýcarsko (SUI)              | 2     | 0       | 1     | 3      |
| 5      | Spojené státy americké (USA) | 1     | 2       | 1     | 4      |
| 6      | Velká Británie (GBR)         | 1     | 1       | 2     | 4      |
| 7      | Švédsko (SWE)                | 1     | 1       | 0     | 2      |
| 8      | Kanada (CAN)                 | 1     | 0       | 0     | 1      |
| 9      | Francie (FRA)                | 0     | 0       | 3     | 3      |
| 10     | Belgie (BEL)                 | 0     | 0       | 1     | 1      |
| Celkem | Celkem                       | 16    | 16      | 17    | 49     |

## Nejúspěšnější sportovci na hrách
| Pos | Sportovec       | Stát         | Sportovní odvětví | Zlatá | Stříbrná | Bronzová | Celkem |
| --- | --------------- | ------------ | ----------------- | ----- | -------- | -------- | ------ |
| 1   | Clas Thunberg   | Finsko (FIN) | Rychlobruslení    | 3     | 1        | 1        | 5      |
| 2   | Thorleif Haug   | Norsko (NOR) | Běh na lyžích     | 3     | -        | -        | 3      |
| 3   | Julius Skutnabb | Finsko (FIN) | Rychlobruslení    | 1     | 1        | 1        | 3      |